# أغينسكويي (كراسنوجارسك)
أغينسكويي (بالروسية: Агинское) هي مدينة في مقاطعة كراسنويارسك كراي في روسيا.